# Калашников Микола Федорович
Калашников Микола Федорович (11 жовтня 1940) — радянський ватерполіст.
Бронзовий призер Олімпійських Ігор 1964 року.